# (6277) 1949 QC1
(6277) 1949 QC1 là một tiểu hành tinh vành đai chính. Nó được phát hiện bởi Henry L. Giclas và Robert D. Schaldach ở Đài thiên văn Lowell ở Flagstaff, Arizona, ngày 24 tháng 8 năm 1949.